# マウリッツ・フォン・ヴィクトリン
マウリッツ・フォン・ヴィクトリン（ドイツ語: Mauritz von Wiktorin、1883年8月13日 - 1956年8月16日）は、オーストリア及びドイツの軍人。最終階級は陸軍歩兵大将。

## 経歴
ヴィクトリンはオーストリア＝ハンガリー帝国陸軍に入隊し、第一次世界大戦に従軍した。終戦後は引き続き第一共和国陸軍に加わり、参謀本部に詰めていた。しばらくはオーストリア陸軍で勤務していたが、ドイツ当局との無許可な接触を図ったとして1935年に軍を解任されている。
1938年のオーストリア併合を受け、ドイツ国防軍陸軍第5軍団へ中将として軍籍に復帰した。同年7月からは第20歩兵師団の指揮官に就任。1940年11月25日には第28軍団の軍団長を引き継いだ。1942年4月より陸軍総司令部付きの待機司令官に編入、1944年11月に後任のカール・ヴァイゼンベルガーへ引き継いでいる。
1956年8月16日にニュルンベルクで死亡。

## 叙勲
- 鉄十字章
  - 二級鉄十字勲章1914年章
  - 一級鉄十字勲章1939年章
- 鉄冠勲章（英語版）
  - 三等鉄冠勲章
- 戦功十字章（英語版）
  - 三等戦功十字章
- 鉄十字章略章
  - 二級鉄十字略章
- 騎士鉄十字章
  - 騎士鉄十字章 (1940年8月15日)